# Rīga Pasažieru
Rīga Pasažieru (pol. Ryga Pasażerska, ros. Рига-Пасажиеру) – główny dworzec kolejowy w Rydze, na Łotwie. Stacja posiada 5 peronów.
Stację otwarto 31 sierpnia?/12 września 1861 wraz z powstaniem Kolei Rysko-Dyneburskiej (przedłużonej później do Witebska).

## Ruch kolejowy
Od połowy marca 2020 r. ze względu na pandemię koronawirusa, a później wojnę rosyjsko-ukraińską, przestały kursować pociągi międzynarodowe do Moskwy, Petersburga, Mińska i Kijowa. Jedynymi połączeniami międzynarodowymi z Rygi są pociągi spalinowe Ryga-Valga i Ryga-Wilno.
W dniu 27 grudnia 2023 roku przedsiębiorstwo transportu pasażerskiego litewskiej państwowej grupy kolejowej „ LTG Link ” odnowiło międzynarodowe połączenie kolejowe z pociągiem spalinowym „ Pesa 730 ML ” z Rygi do Wilna, gdzie przesiadając się na pociąg Wilno-Warszawa, można także pojechać do innych stolic europejskich. Pociąg odjeżdża z Wilna codziennie o 6:30, z Kaišadora – 7:14, z Šauli – 8:51, z Joniškai – 9:30, z Jełgawy o 10:06, przyjeżdża na Dworzec Centralny w Rydze o 10:43. Pociąg z Rygi do Wilna odjeżdża codziennie o 15:28, z Jełgawy o 16:08, do Szawlów o 17:21, docierając do Wilna o 19:51. W marcu 2024 roku „ LTG Link ” ogłosił, że od 1 kwietnia na stacjach Jonava i Kēdainai będzie zatrzymywał się także pociąg pasażerski Wilno – Ryga.

## Rail Baltica
W 2019 roku spółka Rail Baltica rozpoczęła prace nad projektem budowlanym mostu kolejowego w Rydze, nasypu i kompleksu Centralnego Dworca Pasażerskiego w Rydze. Początkowo zakończenie prac budowlanych planowano na lata 2021-2022. Szacunkowy koszt tego projektu wyniósł blisko 200 milionów euro.  Na etapie projektowania, w dniu 28 marca 2021 r., zamknięto tory pasażerskie nr 6, 7, 8, 9 (tranzytowe) Dworca Centralnego w Rydze, a tor nr 5 przekształcono w ślepy tor. W lutym 2024 roku zakończono budowę pierwszego z ośmiu odcinków Węzła Centralnego Rygi spółki Rail Baltica, zakończono budowę komunikacji inżynieryjnej na skrzyżowaniu ulic Dzirnavu, V. Purvīša i Abrene, zakończono budowę ulicy E. Benjaminas kontynuowano wiadukt kolejowy i planowano rozpocząć budowę mostu kolejowego Rail Baltica na prawym brzegu Dźwiny.

## Plany na przyszłość
W lutym 2024 r. estoński państwowy operator pociągów pasażerskich „ Elron ” („Eesti Liinirongid”) planował uruchomienie ruchu pociągów pasażerskich pomiędzy Tartu a Rygą we wrześniu lub październiku 2024 r. Plan przewidywał przedłużenie trasy kolejowej Tallinn – Tapa – Jegeva – Tartu – Valga do Rygi. Pociąg miał przybyć do Rygi wieczorem i następnego ranka rozpocząć podróż powrotną do Estonii. 